# Пулковская улица (Санкт-Петербург)
Пу́лковская улица — меридиональная улица в историческом районе Средняя Рогатка Московского административного района Санкт-Петербурга. Проходит от улицы Орджоникидзе до Звёздной улицы параллельно проспекту Космонавтов.

## История
Улица получила название 15 мая 1965 года в честь Пулковской обсерватории и Пулковского меридиана с одновременным упразднением другой Пулковской улицы в Московском районе. 
С 1973 по 1975 годы в доме номер 17 по Пулковской улице жил Виктор Цой с матерью Верой Васильевной .

## Пересечения
С севера на юг (по увеличению нумерации домов) Пулковскую улицу пересекают следующие улицы:
- улица Орджоникидзе — Пулковская улица примыкает к ней;
- Звёздная улица — Пулковская улица примыкает к ней.

## Транспорт
Ближайшая станция метро — «Звёздная» 2-й (Московско-Петроградской) линии.
По улице проходят автобусные маршруты № 16, 36, 256.

## Общественно значимые объекты
- автоматическая телефонная станция — дом 4;
- детский сад № 9 — дом 5;
- отель «Звёздный» — дом 6, корпус 4[6];
- торговый комплекс «Дальневосточный» — дом 11, корпус 1[уточнить];
- молодёжно-подростковый клуб «Октябрь» — дом 11, корпус 1;
- региональный центр налоговой службы[уточнить] — дом 12[уточнить];
- детский сад № 31 — улица Ленсовета, дом 82;
- торговый центр «Звёздный» (у примыкания к Звёздной улице) — дом 14.